# Grande Prêmio da Malásia de 1999
Resultados do Grande Prêmio da Malásia de Fórmula 1 realizado em Sepang em 17 de outubro de 1999. Décima quinta etapa da temporada, nele o britânico Eddie Irvine conseguiu a última vitória de sua carreira em dobradinha com Michael Schumacher, seu companheiro de equipe na Ferrari, cabendo a Mika Häkkinen o terceiro lugar pela McLaren-Mercedes.

## Resumo
Após a vitória, foram desclassificadas em virtude de irregularidades na altura dos defletores laterais, dando a Mika Häkkinen o bicampeonato mundial. Porém, a Scuderia apelou e seis dias depois, o tribunal de apelações devolveu a dobradinha. A alegação foi de que os defletores estavam dentro da margem de erro permitida.

## Classificação da prova
| Pos.   | Nº | Piloto                | Construtor         | Voltas | Tempo/Diferença        | Grid | Pontos |
| ------ | -- | --------------------- | ------------------ | ------ | ---------------------- | ---- | ------ |
| 1      | 4  | Eddie Irvine          | Ferrari            | 56     | 1:36:38.494            | 2    | 10     |
| 2      | 3  | Michael Schumacher    | Ferrari            | 56     | + 1.040                | 1    | 6      |
| 3      | 1  | Mika Häkkinen         | McLaren-Mercedes   | 56     | + 9.743                | 4    | 4      |
| 4      | 17 | Johnny Herbert        | Stewart-Ford       | 56     | + 17.538               | 5    | 3      |
| 5      | 16 | Rubens Barrichello    | Stewart-Ford       | 56     | + 32.296               | 6    | 2      |
| 6      | 8  | Heinz-Harald Frentzen | Jordan-Mugen/Honda | 56     | + 34.884               | 14   | 1      |
| 7      | 11 | Jean Alesi            | Sauber-Petronas    | 56     | + 54.408               | 15   |        |
| 8      | 10 | Alexander Wurz        | Benetton-Playlife  | 56     | + 1:00.934             | 7    |        |
| 9      | 21 | Marc Gené             | Minardi-Ford       | 55     | + 1 volta              | 19   |        |
| 10     | 5  | Alessandro Zanardi    | Williams-Supertec  | 55     | + 1 volta              | 16   |        |
| 11     | 9  | Giancarlo Fisichella  | Benetton-Playlife  | 52     | + 4 voltas             | 11   |        |
| Ret    | 22 | Jacques Villeneuve    | BAR-Supertec       | 48     | Pane hidráulica        | 10   |        |
| Ret    | 12 | Pedro Paulo Diniz     | Sauber-Petronas    | 44     | Spun off               | 17   |        |
| Ret    | 14 | Pedro de la Rosa      | Arrows             | 30     | Motor                  | 20   |        |
| Ret    | 20 | Luca Badoer           | Minardi-Ford       | 15     | Spun off               | 21   |        |
| Ret    | 2  | David Coulthard       | McLaren-Mercedes   | 14     | Pressão do combustível | 3    |        |
| Ret    | 6  | Ralf Schumacher       | Williams-Supertec  | 7      | Spun off               | 8    |        |
| Ret    | 15 | Toranosuke Takagi     | Arrows             | 7      | Transmissão            | 22   |        |
| Ret    | 23 | Ricardo Zonta         | BAR-Supertec       | 6      | Motor                  | 13   |        |
| Ret    | 18 | Olivier Panis         | Prost-Peugeot      | 5      | Motor                  | 12   |        |
| Ret    | 11 | Damon Hill            | Jordan-Mugen/Honda | 0      | Colisão                | 9    |        |
| Ret    | 19 | Jarno Trulli          | Prost-Peugeot      | 0      | Motor                  | 18   |        |
| Fonte: |    |                       |                    |        |                        |      |        |

## Tabela do campeonato após a corrida
| Pos. | Piloto                | Pontos |
| ---- | --------------------- | ------ |
| 1    | Eddie Irvine          | 70     |
| 2    | Mika Häkkinen         | 66     |
| 3    | Heinz-Harald Frentzen | 51     |
| 4    | David Coulthard       | 48     |
| 5    | Michael Schumacher    | 38     |

| Pos. | Construtor         | Pontos |
| ---- | ------------------ | ------ |
| 1    | Ferrari            | 118    |
| 2    | McLaren-Mercedes   | 114    |
| 3    | Jordan-Mugen/Honda | 58     |
| 4    | Stewart-Ford       | 36     |
| 5    | Williams-Supertec  | 33     |

- Nota: Somente as primeiras cinco posições estão listadas.